# Tatárjuharos lösztölgyes

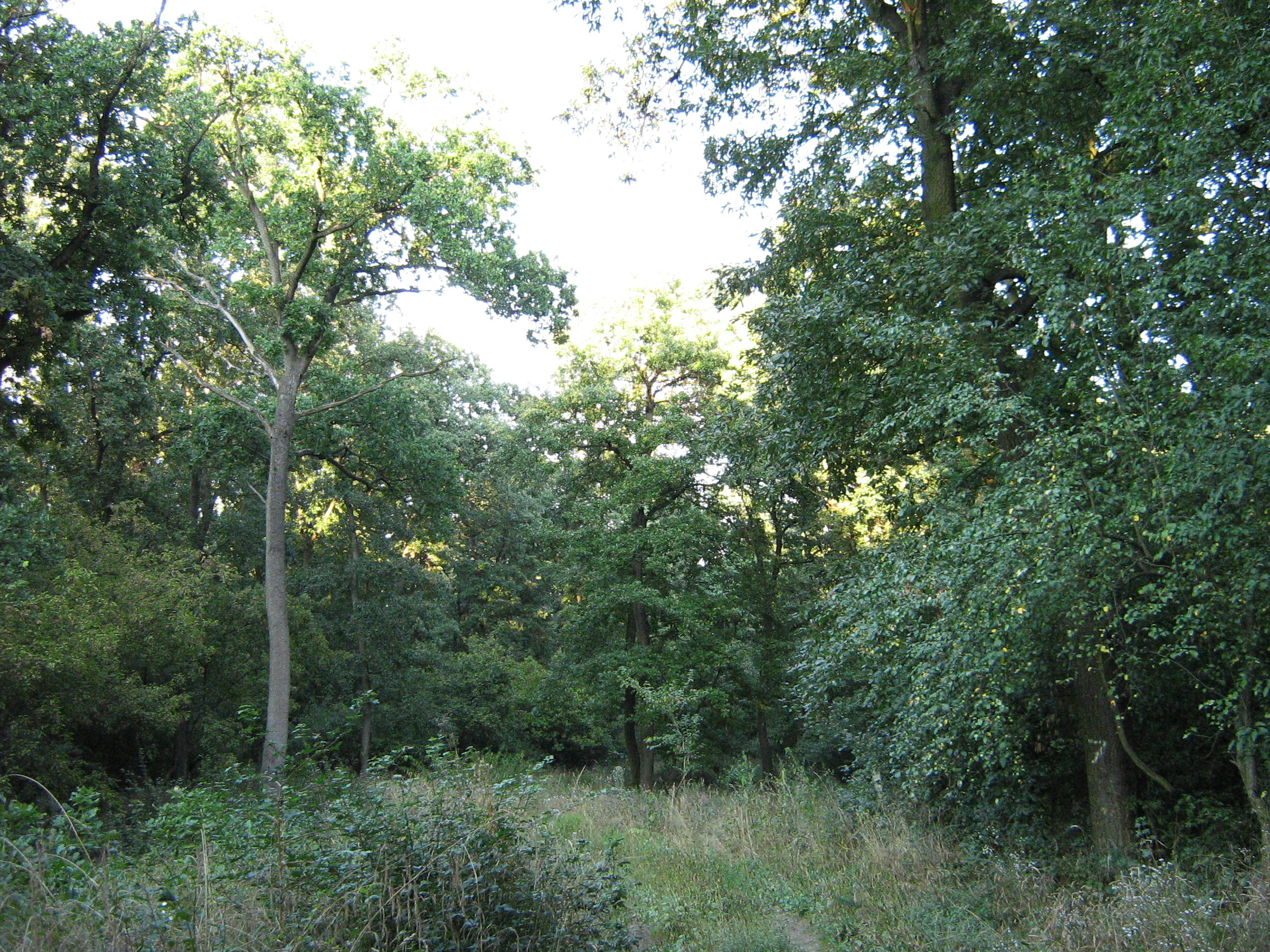
Tatárjuharos lösztölgyes részlete a Kerecsendi-erdőben. A képen megfigyelhető a többszintű lombkorona, a cserjék és a löszgyepfolt is. Ez utóbbi természetvédelmi beavatkozás eredménye, a helyi klímán az erdő magától már nem nyílna fel ennyire.

A tatárjuharos lösztölgyes (Aceri tatarico - Quercetum 1955, Zólyomi Bálint; Aceri tatarici-Quercetum roboris 1957, Zólyomi Bálint) Magyarország egyetlen síksági klímazonális erdőtársulása, a pannóniai erdős sztyeppek megsemmisülő típusa. A potenciális vegetációban (az antropogén hatások nélküli, feltételezhető természetes növénytakaróban) igen nagy területet foglalna el, becslések szerint az ország területének 9-12,5%-át. Kiterjedése feltehetőleg évezredek óta, az ember megjelenésétől folyamatosan csökken. Jelenleg az ország területének mintegy 0,007%-án találunk jobb-rosszabb állapotú tatárjuharos lösztölgyest; legnagyobb egybefüggő állománya az 1 km²-nél alig nagyobb (106 ha) Kerecsendi-erdő. A társulásról szóló tudásunk alapja ezen egyetlen erdő vizsgálata, amit apró, gyakran facsoportnyi erdőfoltok kutatása egészít ki. A társulás csak hegylábakon maradt fenn: az alföldi lösztölgyesek elpusztultak vagy eljellegtelenedtek, és helyükön ma már gyakran csak galagonya-kökény cserjéseket, töviskeseket találunk. Ebből következik, hogy számos kérdésre minden igyekezetünk ellenére sem tudunk megnyugtató választ adni, a társulás belső alföldi természetes állapota alaposan nem írható le.

## A társulás leírása

### Adottságok
Lágy, kötött alapkőzeten, elsősorban löszön, de olykor pannon agyagon, tufán is előfordul. Talaja lehet csernozjom, barna erdőtalaj vagy a kettő átmenete. A tengerszint felett legfeljebb 250 méterrel nő (efelett a cseres-tölgyesek váltják fel), és az ezen felső határ környékén már sok tulajdonsága a hegylábi, dombsági erdőkre jellemző; belső helyzetére nem tipikus.
Jellemző élőhelye az Alföld, a Kisalföld, a Mezőföld széles folyóközi löszhátságain és az Északi-középhegység peremvidékének lösztakaróján volt, ahol az erdőt nem befolyásolta a talajvíz és az áradás, a talaj pedig1, kiváló minőségű, jó tápanyag-gazdálkodású volt (nem szikes vagy homokos). E területeken az éves csapadék 500–550 mm.

### Morfológiája és flórája
A tatárjuharos lösztölgyest eredeti állapotában ligetes tájként, erdőkkel, cserjésekkel és félszáraz vagy száraz löszgyepekkel mozaikos erdős sztyeppként kell elképzelnünk. A fák lombkoronaszintje kettős; alatta dús (esetenként 80 %-os borításig) a cserjeszint és jelentős a gyepszint is. Fontos jellemző a lékesedés, az erdő zárt állományának változó mértékű felnyílása.
Ha számosabb és jelentősebb állományai őrződtek volna meg, feltehetőleg több típusát különböztethetnénk meg aszerint, hogy az erdő zártabb (kevesebb cserjéssel és löszpuszta-folttal — a Kerecsendi-erdő valószínűleg ehhez a típushoz áll közel), vagy nagyon is szellős, átlátható liget, ahol a löszgyepeket csak tarkítják a rosszul növekedő facsoportok, és utóbbiakat gyűrűként veszi körül a cserjés (ilyen változatot tételezünk fel rossz csapadék-ellátású élőhelyeken).
Faji összetételük és megjelenésük egyaránt a Romániában, Bulgáriában, szubmediterrán éghajlaton kifejlődött erdőkre hasonlít.

#### Felső lombkoronaszint

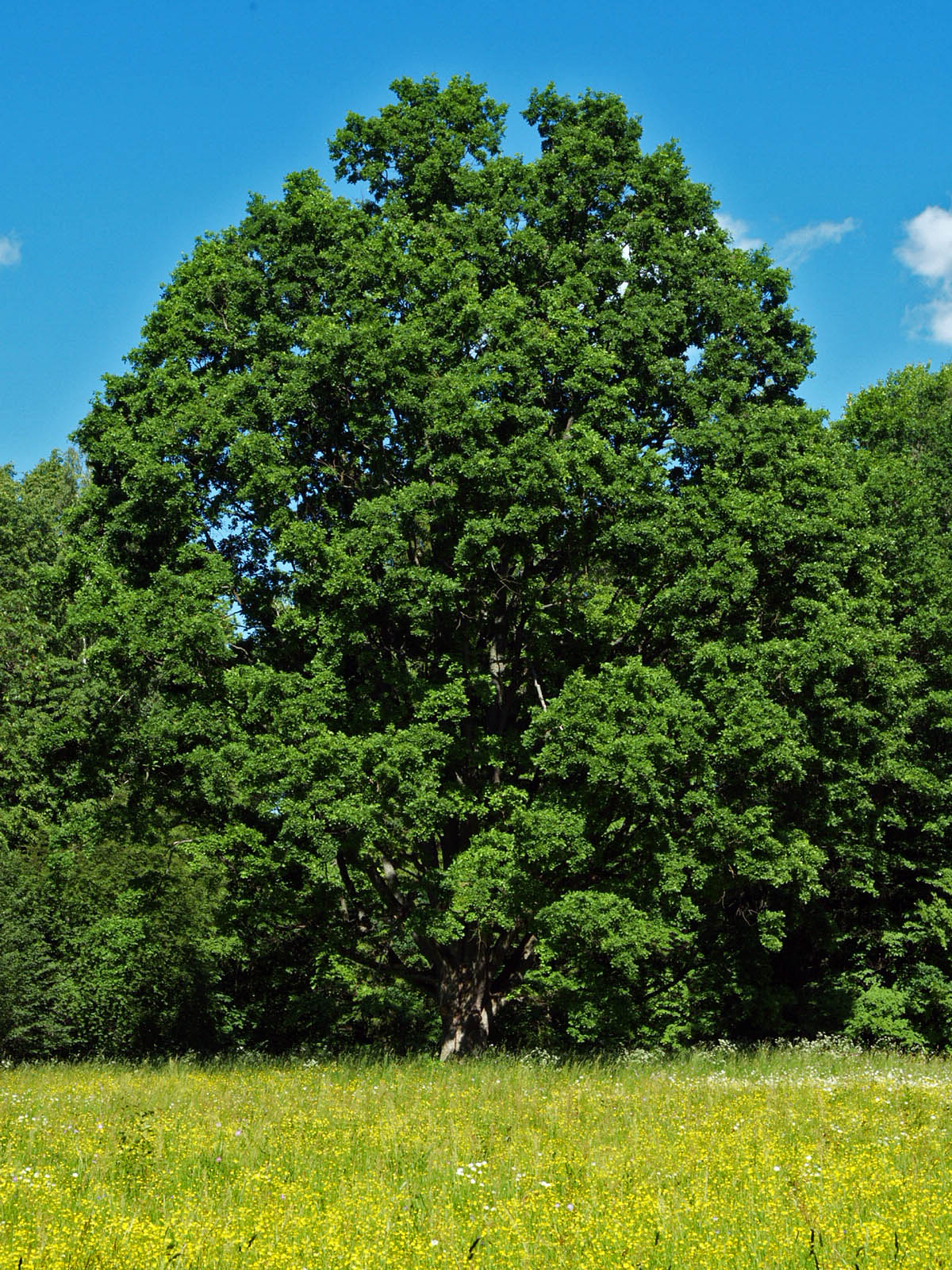
Kocsányos tölgy

Az erdő közepes-alacsony; általában a felső lombkoronaszint sem emelkedik 12-15 méter fölé. Hiányosan zár, sok fényt továbbenged az alsóbb szintekre. Fajai mind tölgyek:
- kocsányos tölgy (Quercus robur) — Gyakran állományalkotó, különösen az egykori belső alföldi erdőkben lehetett sok.
- molyhos tölgy (Quercus pubescens) — Ritkább kísérő: leggyakoribb a szárazabb hegylábi erdőkben és az Alföld délnyugati részén lehetett. Itt a lösztölgyesek legszárazabb, rétsztyeppen elszórt facsoportokból álló fajtájában lehetett állományalkotó.
- kocsánytalan tölgy (Quercus petraea) —  Az alföldi állományokból minden bizonnyal hiányzott, és nem tudni, mennyi lehetett belőle a természetes állapotú hegylábi lösztölgyesekben. Kerecsenden megtalálható, de feltehetőleg betelepített.
- csertölgy (Quercus cerris): Hegylábi erdőkben természetes, egyébként valószínűleg szubspontán megtelepedő. Mivel gyorsabban nő, mint a kocsányos tölgy, könnyen dominánssá válhat, ha az erdészeti kezelés nem megfelelő.
- tölgy hibridek: különösen a molyhos tölgy és a kocsánytalan tölgy hibridje. Ez azért érdemel figyelmet, mert mindkét alapfaj szerepe marginális.

#### Alsó lombkoronaszint

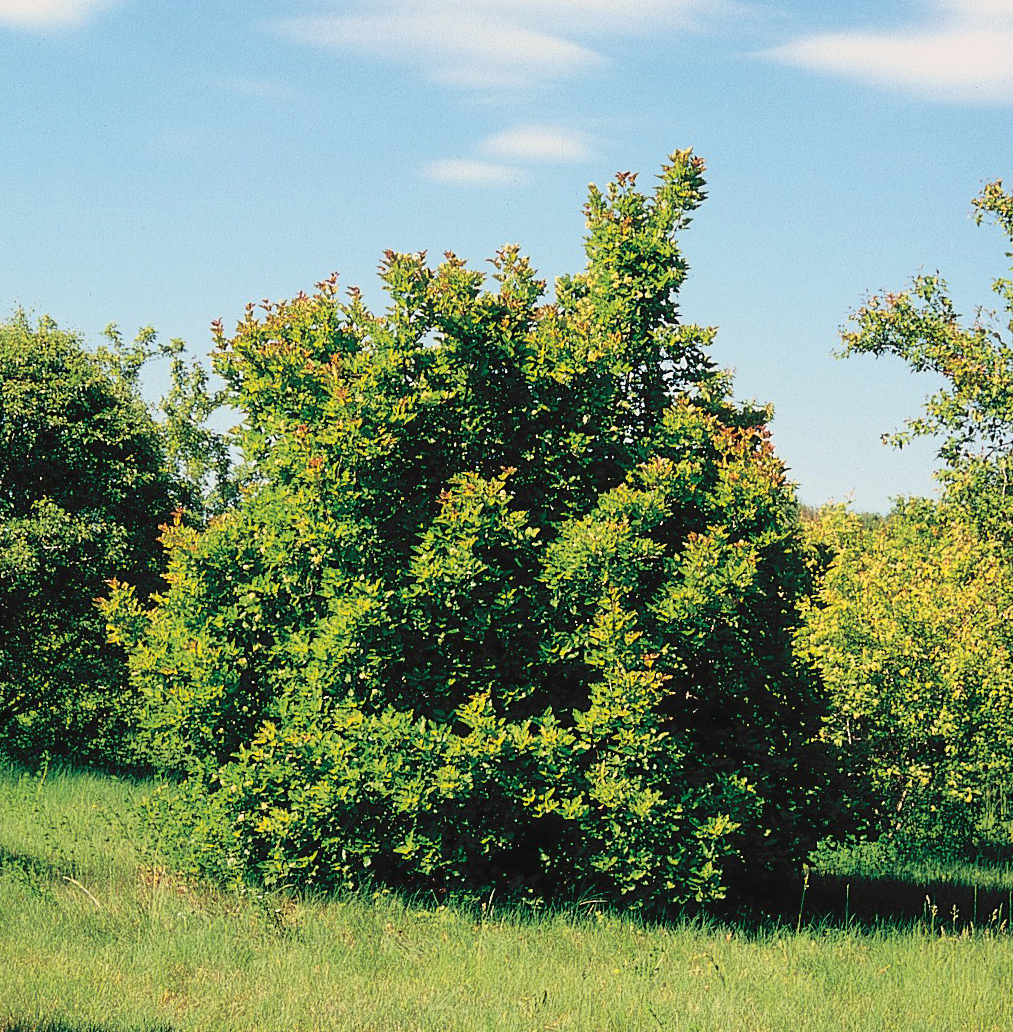
Tatár juhar

Magassága 10 méter körüli, borítása jelentős, de még mindig nem árnyal annyira, hogy a cserjeszint ne legyen dús. Itt jelennek meg a kísérő fafajok, köztük a társulás névadója, a tatár juhar. Az alább felsorolt fajok a hegylábi és az alföldi erdőkben egyaránt jelen lehettek:
- tatár juhar (Acer tataricum): Meleg kontinentális flóraelem. Gyakori faj. Fiatal korában gyorsabban nő, mint a kocsányos tölgy, ezért a hagyományos, ún. sarjaztatásos erdőgazdálkodás mellett jelentősen felszaporodhat, amíg a tuskóra visszavágott kocsányos tölgy sarja újra túl nem növi. Ebből következik, hogy a természetes lösztölgyesekben a tatár juhar feltehetőleg ritkább lehetett. Az, hogy a más erdőtársulásokban a cserjeszintbe visszavonuló tatár juhar itt fa méretűvé nő, részben alighanem az ősi típusú erdőgazdálkodásnak köszönhető.
- mezei szil (Ulmus minor): Gyakori elegyfa. Nem kizárt, hogy zártabb, alföldi állományokban rokona, a vénic-szil is felbukkant.
- vadkörte (Pyrus pyraster): Szárazságtűrő faj, amely leginkább az erdőszegélyeken és lékek szélein fordul elő.
- mezei juhar (Acer campestre): Igen elterjedt elegyfa, gyakorisága a tatár juharéhoz mérhető.

#### Cserjeszint

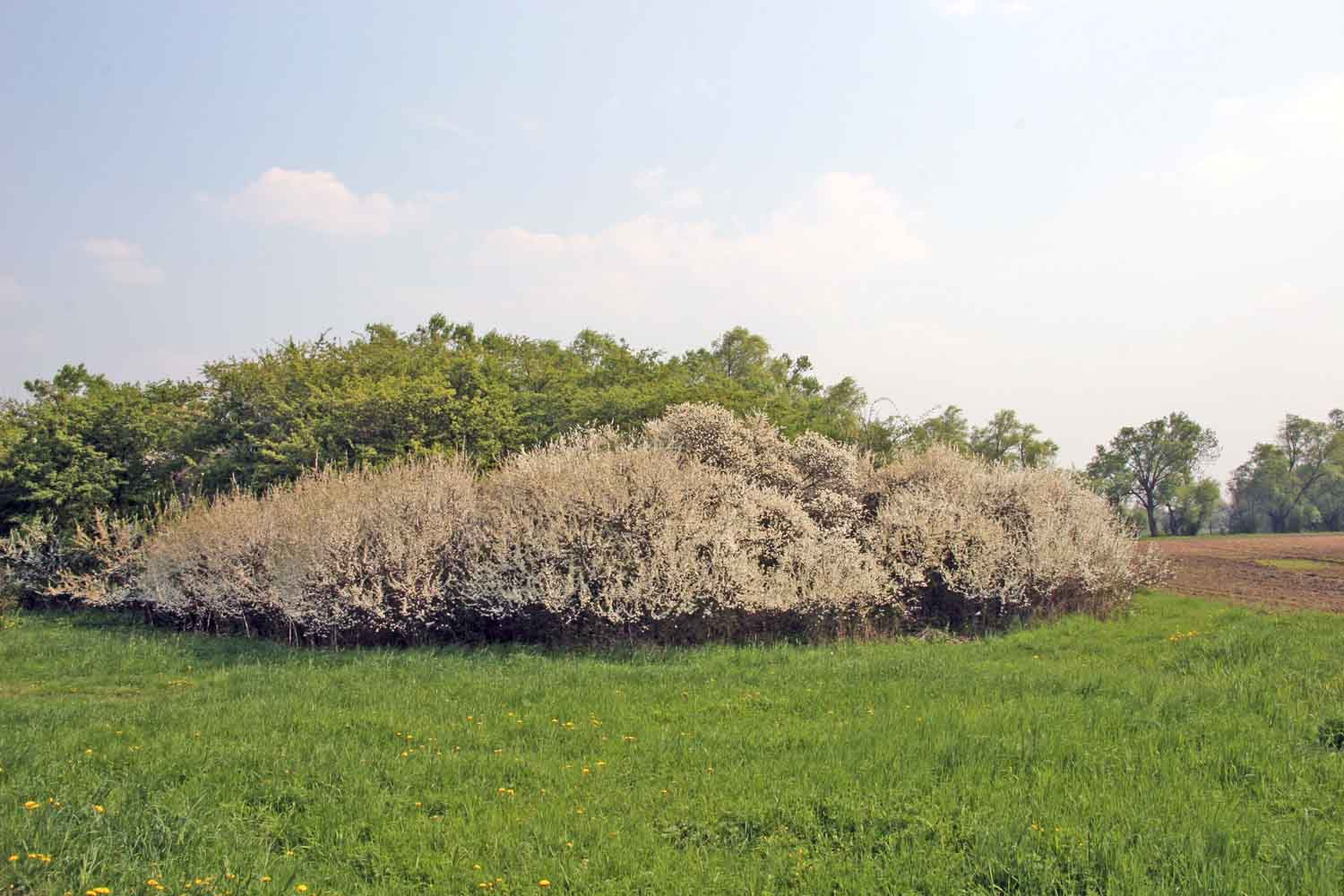
Virágzó kökényes erdőszegély

Virágzó törpemandula

Borítása jelentős, 50 és 80% közötti. Két összemosódó szintjét különböztethetjük meg. A magasabb, erdőbelseji, illetve erdőszegélyi cserjés lombozata 2-5 méterig nyúlik fel, és a következő, xeromezofil erdei fajokból épül fel:
- egybibés galagonya (Crataegus monogyna)
- varjútövis (Rhamnus catharctica)
- csíkos kecskerágó (Euonymus europaeus)
- kökény (Prunus spinosa)
- bibircses kecskerágó (Euonymus verrucosus)
- vadrózsa alfajok (Rosa spp.), különösen: Gyepűrózsa (Rosa canina) és szórványosan Rozsdás rózsa (Rosa rubiginosa)
- közönséges fagyal (Ligustrum vulgare)
- ostorménfa (Viburnum lantana)
- veresgyűrű som (Cornus sanguinea)
- (húsos som (Cornus mas) - Kerecsenden feltehetőleg csak a hegylábi jellegnek köszönhetően található meg).

Az alacsonyabb cserjeszintbe szorulnak vissza a löszpusztai cserjések fajai. Ezen növények magassága 1 méter alatt marad. Jelenlétük igen fontos: száraz mikroklímájú foltokat borítanak, de hangsúlyos szerepet kaphatnak az erdők körüli cserjeköpenyben, erdőirtásokon is.
- törpe mandula (Amygdalus nana) v. (Prunus tenella)
- csepleszmeggy (Cerasus fruticosa)
- jajrózsa (Rosa spinosissima)
- parlagi rózsa (Rosa gallica)

#### Gyepszint

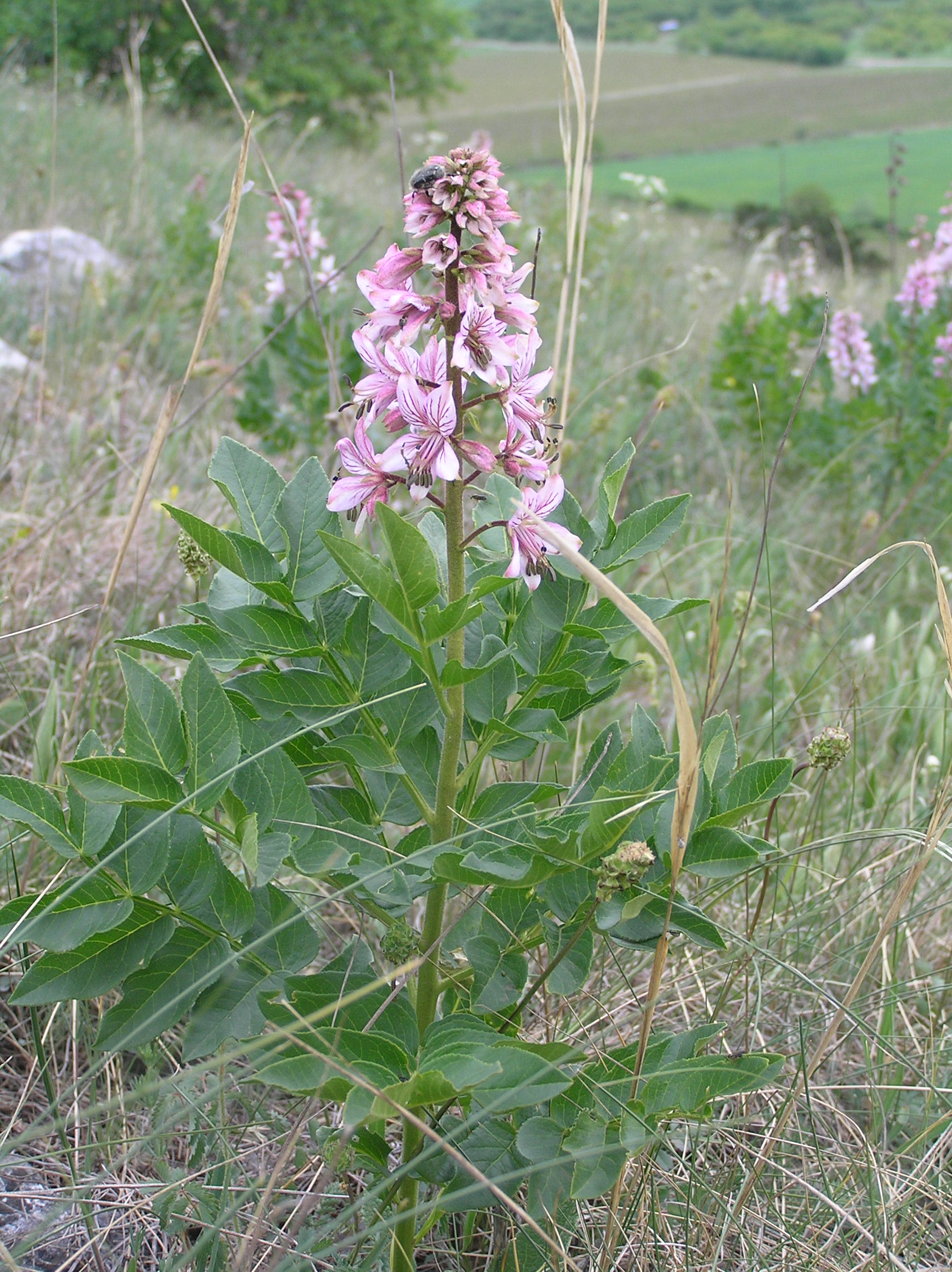
Nagy ezerjófű

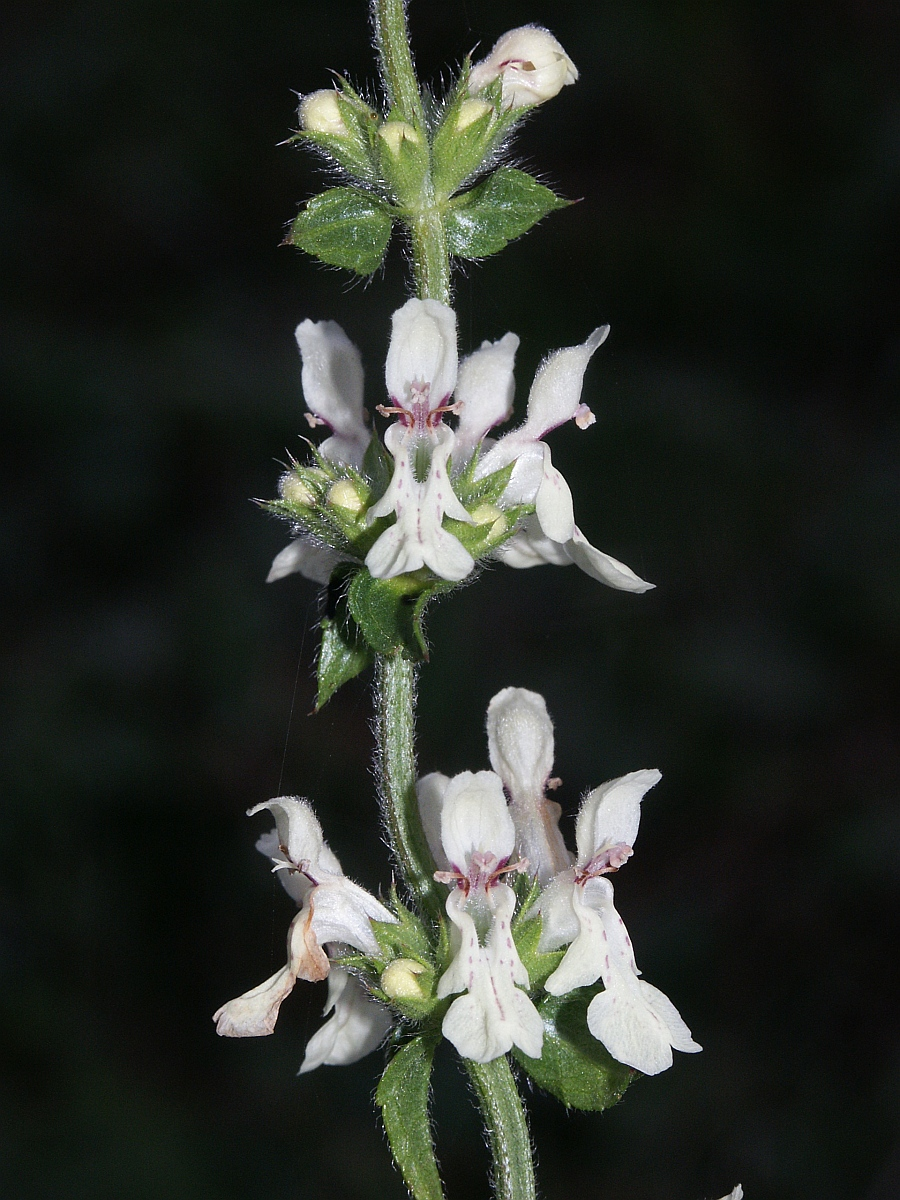
Hasznos tisztesfű

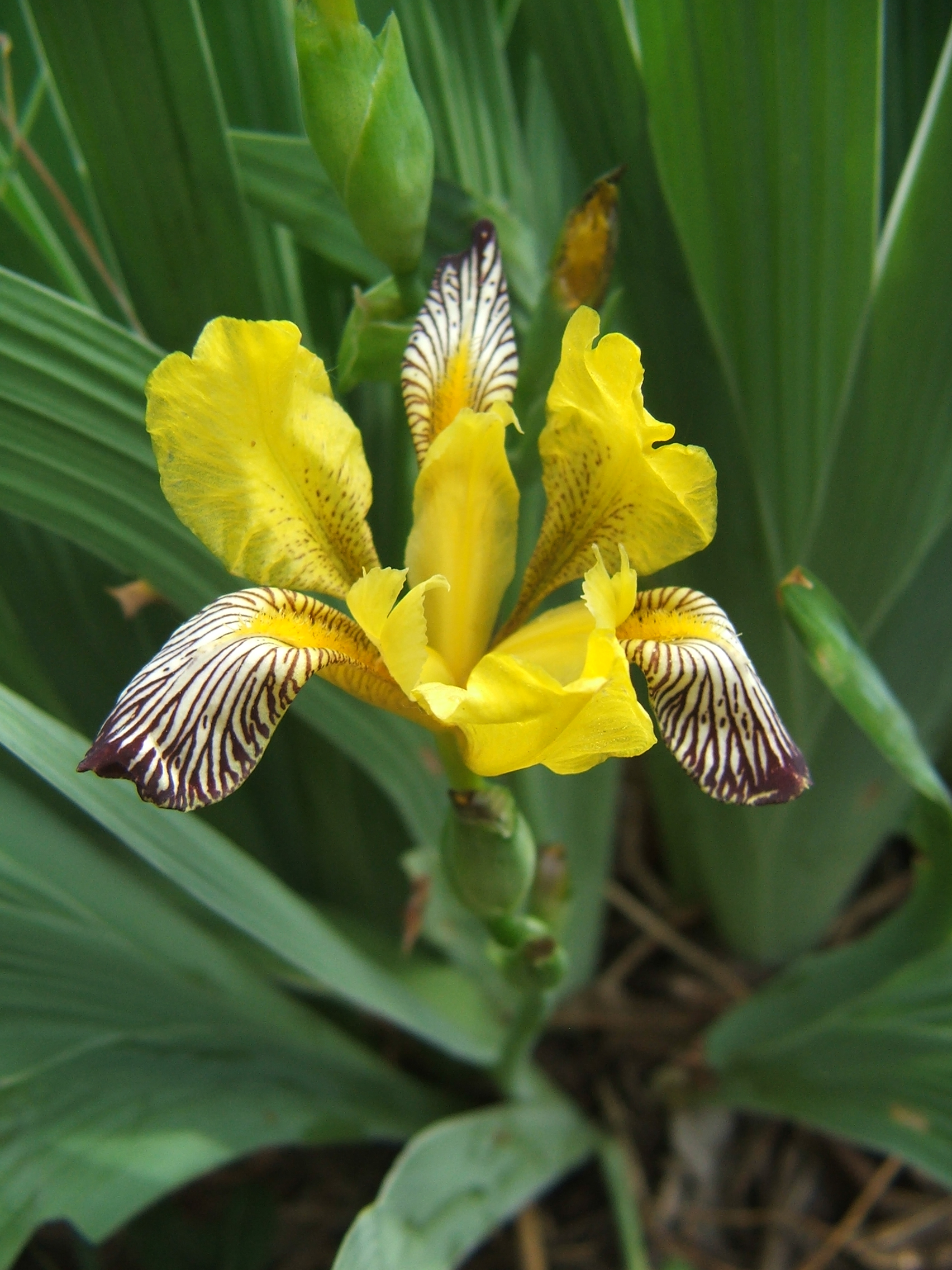
Tarka nőszirom

Érdekes dinamika figyelhető meg a lösztölgyesek lágyszárú-állományában. Általában a száraz tölgyesekre jellemző fajok dominálnak benne, de a felnyíló lékekben mindig elszaporodnak a száraz löszpuszták és egyéb félszáraz gyeptársulások addig lappangó fajai.
Száraz tölgyesekre, azok belsejére és szegélyére egyaránt jellemző lágyszárúak:
- nagy ezerjófű (Dictamnus albus)
- piros gólyaorr (Geranium sanguineum)
- lóhere alfajok (Trifolium spp.)
- tollas szálkaperje(Brachypodium pinnatum)
- hólyagos habszegfű (Silene vulgaris)
- erdei tisztesfű (Stachys silvatica)
- sátoros margitvirág (Chryranthemum corymbosum)
- soktérdű salamonpecsét (Polygonatum odoratum)
- fekete lednek (Lathyrus niger)
- borsóképű bükköny (Vicia pisiformis)
- szarvas kocsord (Peucedanum cervaria)
- közönséges méreggyilok (Vincetoxicum hirundinaria)
- erdei gyöngyköles (Buglossoides purpureo-coerulea) v. (Lithospermum purpureo-coeruleum)
- fűzlevelű peremizs (Inula salicina)
- Szurokfű (Origanum vulgare)

Löszpusztákra jellemző lágyszárúak:
- barázdált csenkesz v. Pusztai csenkesz (Festuca rupicola)
- lappangó sás (Carex humilis)
- tavaszi hérics (Adonis versalis)
- koloncos legyezőfű (Filipendula vulgaris)
- pusztai meténg (Vinca herbacea)
- magyar repcsény (Erysimum odoratum)
- buglyos kocsord (Peusedanum alsaticum)
- hasznos tisztesfű (Stachys recta)
- borzas peremizs (Inula hirta)
- Janka-tarsóka (Thlaspi jankae)

Kelet-európai erdős sztyeppek elemei:
- macskahere (Phlomis tuberosa)
- sárgás sás (Carex michelii)
- bugás macskamenta (Nepeta pannonica)
- magas gyöngyperje (Melica altissima)
- tarka nőszirom (Iris variegata)
- pázsitos nőszirom (Iris graminea ssp. pseudocyperus)
- bársonyos tüdőfű (Pulmonaria mollissima)
- hengeres peremizs (Inula germanica)
- magyar zergevirág (Doronicum hungaricum)

Üde kora tavaszi aszpektus:
- odvas keltike (Corydalis cava)
- bogláros szellőrózsa (Anemone ranunculoides)
- salátaboglárka (Ficaria verna)

### Állatvilága

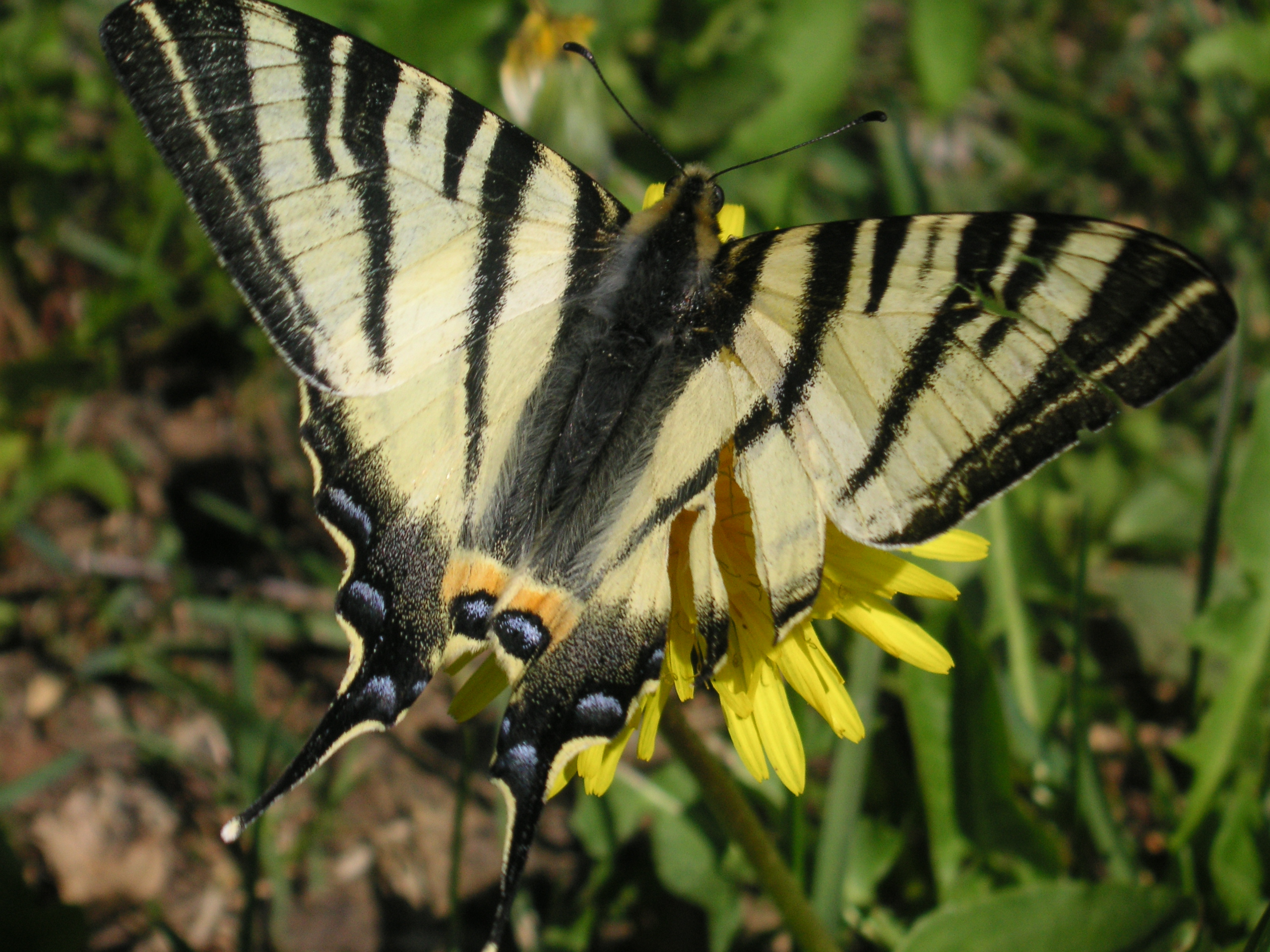
Kardfarkú pillangó

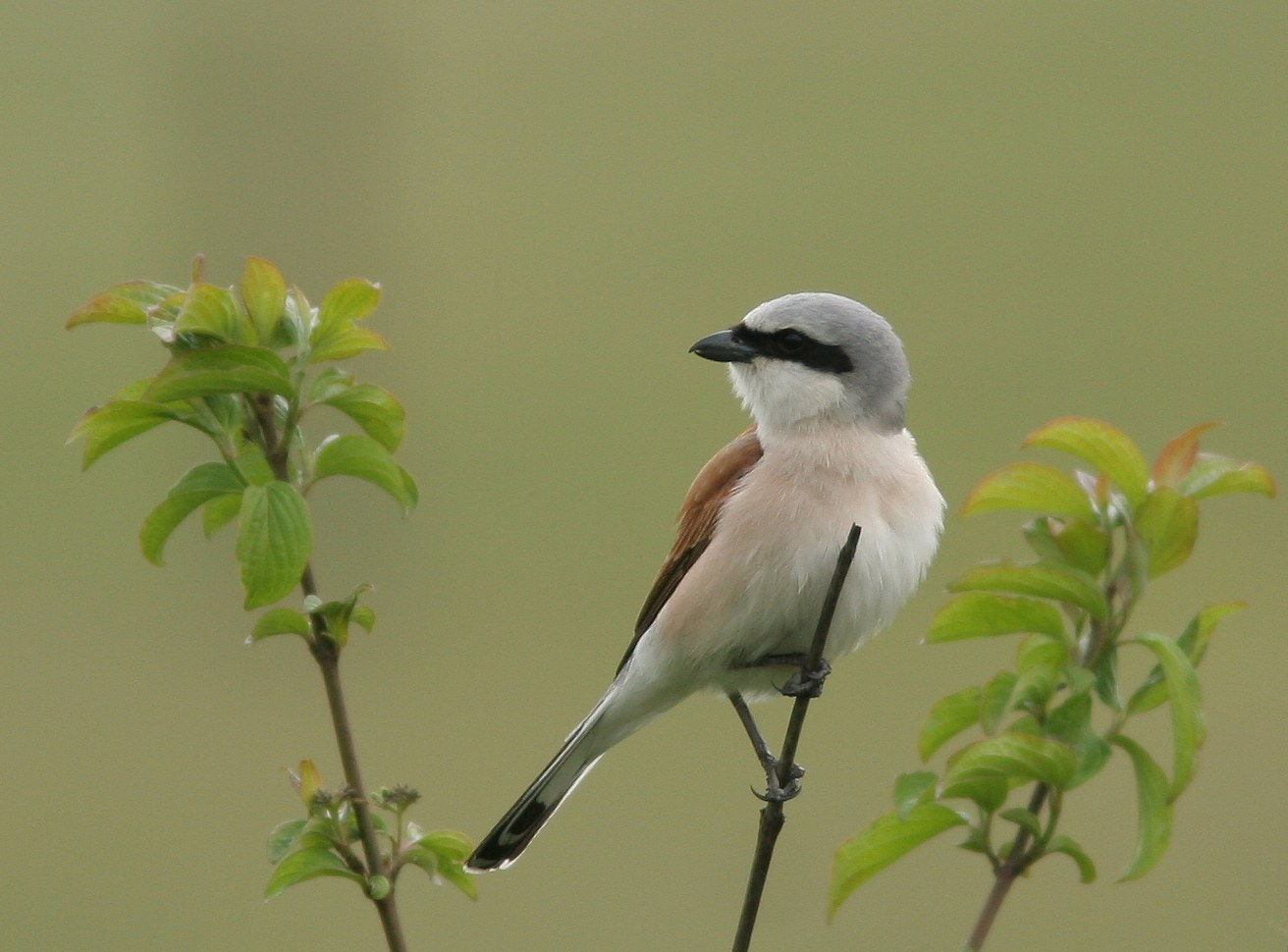
Tövisszúró gébics

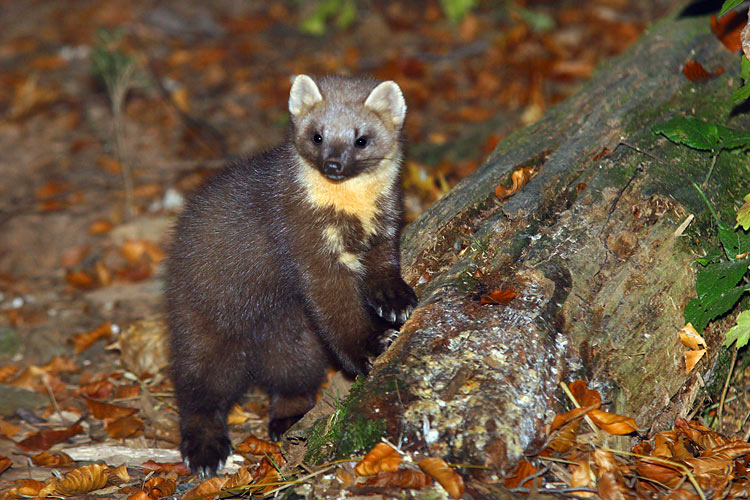
Nyuszt

Nincs kellő méretű állomány ahhoz, hogy fel tudjuk mérni, milyen egyedi vonásai vannak a tatárjuharos lösztölgyes faunájának. A Kerecsendi-erdőben sok védett faj talál otthonra, ezek közül néhányat felsorolunk:
- Rovarok:
  - magyar virágbogár (Netocia ungarica)
  - 44 holyvaféle (Staphyliniae)
  - nappali pávaszem (Aglais io)
  - kardfarkú pillangó (Iphiclides podalirius)
  - díszes tarkalepke (Euphydryas maturna)
  - farkasalmalepke (Zerynthia polyxena)
  - magyar fésűsbagoly (Dioszeghyana schmidti)
  - imádkozó sáska (Mantis religiosa)

- Madarak:
  - nagy fakopáncs (Dendrocopos major)
  - balkáni fakopáncs (Dendrocopos syriacus)
  - közép fakopáncs (Dendrocopos medius)
  - nyaktekercs (Jynx torquilla)
  - tövisszúró gébics (Lanius collurio)
  - barátposzáta (Sylvia atricapilla)
  - egerészölyv (Buteo buteo)
  - héja (Accipiter gentilis)

- Emlősök:
  - nyuszt (Martes martes)
  - nyest (Martes foina)
  - mókus (Sciurus vulgaris)
  - menyét (Mustela mustela)
  - mogyorós pele (Muscardinus avellanarius)
  - erdei pele (Dryomis nitedula)
  - denevérek

## Típusai
A tatárjuharos lösztölgyesnek három fajtáját különítjük el:
- kontinentális típus (Az Északi-középhegység előterében és az Alföldön)
- szubmediterrán típus (A Tétényi-fennsíkon és Mezőföldön)
- nyugati típus (A Bécsi-medencében és a Kisalföldön), az előbbi a legnyugatabbra előforduló erdős sztyepp

## Tájtörténete
A Kárpát-medencében otthont kereső ősi emberek számára a tatárjuharos lösztölgyesek kínálták a legjobb szálláshelyet. Az erdőben kéznél volt az építkezéshez, szerszámkészítéshez, tűzhöz szükséges fa, és vadászni is lehetett benne. A talaj kiváló csernozjomos volt — ha feltörték, jó termést remélhetettek. Mivel az erdő az árterektől kellő távolságra feküdt, nem kellett tartania az árvizektől, és annyi csapadék, amennyi az erdőt éltette, a földműveléshez is elég volt. A nyílt gyepfoltokon kaszálhatottak, illetve legeltethettek. Hegyek, meredélyek nem nehezítették meg haladásukat.
Ezért kézenfekvő, hogy már a kőkortól folyamatosan ezeket a területeket alakította leginkább az ember. Nem túlzás, hogy a tatárjuharos lösztölgyes körülbelül 8-10000 év antropogén veszélyeit élte túl. A szálaló erdőgazdálkodás és legelőerdőnek hasznosítás a legutóbbi időkig tartott, sőt, a nem védett, illetve csak de iure védett erdőkben máig tart.
Éppen ezért minden jelentősebb megmaradt állomány kitüntetett figyelmet érdemel. Érdemes megvizsgálni, hogy mi okból maradhatott meg, miért nem vágták ki, mint a hasonló erdők túlnyomó többségét. Egyetlen példa: a legjelentősebb Kerecsendi-erdő 1724-től a második világháborúig az egri érsekség fácánoskertje volt. Az állandó, földesúri birtokon ügyeltek a fácánok ideális élőhelyének biztosítására, tehát az elegyes, több lombkoronaszintű erdő megőrzésére.

## Állományai
Ismereteink szerint hazánkban mintegy 30 erdőcske, illetve facsoport tekinthető tatárjuharos lösztölgyesnek. A következő listában a teljesség igényével igyekszünk felsorolni ezeket. Mindegyik állomány felbecsülhetetlen jelentőségű a maga nemében, eltűnésük pótolhatatlan veszteség volna, különösen az alaposan még nem kutatottaké. Ez még akkor is igaz, ha némelyik természetvédelmi értelemben vett értékessége (például az akác térhódítása, a fokozottan védett fajok hiánya miatt) az alacsony kategóriába esik.
| település          | erdő neve                 | altípus        | flórajárás          | term.véd. értékesség | kutatottság    | védettség      | veszélyeztetettség |  |
| ------------------ | ------------------------- | -------------- | ------------------- | -------------------- | -------------- | -------------- | ------------------ |  |
| Albertirsa         | Golyófogó-völgy           | kontinentális  | Gödöllői-dombvidék  | közepes              | jól kut.       | védett         | közepesen vesz.    |  |
| Albertirsa         | Lipina-völgy I.           | kontinentális  | Gödöllői-dombvidék  | közepes              | jól kut.       | nem védett     | közepesen vesz.    |  |
| Albertirsa         | Lipina-völgy II.          | kontinentális  | Gödöllői-dombvidék  | alacsony             | jól kut.       | védett         | alig vesz.         |  |
| Bag                | Nagyhalál-völgy           | kontinentális  | Gödöllői-dombvidék  | közepes              | alig kut.      | védett         | erősen vesz.       |  |
| Balf-Fertőboz      | Csúcsos-szőlő környéke    | nyugati        | Kisalföld           | közepes              | jól kut.       | védett         | erősen vesz.       |  |
| Barabás            | Kaszonyi-hegy lejtője     | kontinentális  | Beregi-sík          | kiváló               | jól kut.       | védett         | közepesen vesz.    |  |
| Berhida            | Sédre néző löszoldalak    | szubmediterrán | Mezőföld            | közepes              | alig kut.      | nem védett     | közepesen vesz.    |  |
| Domony             | Domony-völgy              | kontinentális  | Gödöllői-dombvidék  | közepes              | alig kut.      | nem védett     | erősen vesz.       |  |
| Érd                | Kakukk-hegy               | szubmediterrán | Mezőföld            | kiváló               | jól kut.       | folyamatban    | közepesen vesz.    |  |
| Felsőtárkány       | Ostoros-völgy             | kontinentális  | Északi-középhegység | kiváló               | jól kut.       | védett         | alig vesz.         |  |
| Gyöngyös           | Sár-hegy                  | kontinentális  | Északi-középhegység | kiváló               | jól kut.       | védett         | alig vesz.         |  |
| Hidegség           | Felsőpuszták              | nyugati        | Kisalföld           | közepes              | jól kut.       | védett         | erősen vesz.       |  |
| Igar-Vámiszőlőhegy | Dádpusztai löszvölgy      | szubmediterrán | Mezőföld            | kiváló               | közepesen kut. | folyamatban    | közepesen vesz.    |  |
| Isaszeg            | Szarkaberki-völgy         | kontinentális  | Gödöllői-dombvidék  | jó                   | jól kut.       | védett         | alig vesz.         |  |
| Kerecsend          | Kerecsendi-erdő           | kontinentális  | Tiszántúl           | kiváló               | jól kut.       | védett         | közepesen vesz.    |  |
| Kisapostag         | Kisapostagi-löszvölgy     | szubmediterrán | Mezőföld            | jó                   | közepesen kut. | nem védett     | erősen vesz.       |  |
| Kisszékely         | Hamarászó-völgy           | szubmediterrán | Mezőföld            | jó                   | közepesen kut. | nem védett     | erősen vesz.       |  |
| Külsősáripuszta    | Külsősáripusztai-völgyek  | szubmediterrán | Mezőföld            | jó                   | alig kut.      | nem védett     | közepesen vesz.    |  |
| Lovasberény        | Lovasberény-nadapi erdő   | szubmediterrán | Mezőföld            | jó                   | alig kut.      | védett         | erősen vesz.       |  |
| Nagykarácsony      | Nagykarácsonyi-völgyek    | szubmediterrán | Mezőföld            | közepes              | közepesen kut. | folyamatban    | közepesen vesz.    |  |
| Pánd               | Hársas-völgy              | kontinentális  | Gödöllői-dombvidék  | közepes              | jól kut.       | nem védett     | közepesen vesz.    |  |
| Pánd               | Sajgó                     | kontinentális  | Gödöllői-dombvidék  | alacsony             | jól kut.       | nem védett     | közepesen vesz.    |  |
| Székesfehérvár     | Aszal-völgy               | szubmediterrán | Mezőföld            | jó                   | közepesen kut. | folyamatban    | közepesen vesz.    |  |
| Tard               | Szekrényes-völgy          | kontinentális  | Északi-középhegység | közepes              | jól kut.       | védett         | alig vesz.         |  |
| Tápióbicske        | Erdő-völgyi törpemandulás | kontinentális  | Gödöllői-dombvidék  | alacsony             | jól kut.       | nem védett     | közepesen vesz.    |  |
| Tápióság           | Pándi-hegy alatt          | kontinentális  | Gödöllői-dombvidék  | közepes              | jól kut.       | részben védett | közepesen vesz.    |  |
| Tápióság           | Sajgói cserjés            | kontinentális  | Gödöllői-dombvidék  | alacsony             | jól kut.       | védett         | közepesen vesz.    |  |
| Tokaj              | Nagy-Kopasz-hegy          | kontinentális  | Északi-középhegység | jó                   | jól kut.       | védett         | közepesen vesz.    |  |
| Váchartyán         | Kígyó-hegy                | kontinentális  | Északi-középhegység | jó                   | közepesen kut. | nem védett     | közepesen vesz.    |  |

## A társulás jelene és jövője
A tatárjuharos lösztölgyesek egyre szélesebb védelmet kapnak. Ám állományaik és a növénytársulás jövőjének biztosítása még rengeteg tennivalót ró a szakemberekre és a környékbeliek közösségeire. Az erdők megindulhatnak az eljellegtelenedés útján, átalakulhatnak, eltűnhetnek. Védelmük és kezelésük gyerekcipőben jár — tapasztalatunk még kevés, kísérletezésre pedig nincs mód, hiszen nincsenek nagyobb, tájléptékű területek, ahol az egyes kezelési módok hatásait kipróbálhatnánk.

### Veszélyeztetettség és lehetséges ellenlépések
A lösztölgyesekre leselkedő veszélyek közül a legfontosabbak:
- Talajvíz csökkenése, éghajlatváltozás. Bár az alföldi erdős sztyeppek közül a lösztölgyest érinti a legkevésbé érzékenyen az alföldi talajvízszint drasztikus csökkenése, az ezzel járó mikroklimatikus változások és párhuzamosan a globális felmelegedés, valamint az éves csapadékmennyiség csökkenése és rosszabb eloszlása megjósolhatatlan mértékben alakíthatja át a társulás teljes ökológiai szerkezetét.
  - Ez a probléma globális megoldást igényel, de lokálisan is enyhíthető, ha igyekszünk az erdők minél természetközelibb állapotának fenntartására, az elegyesség elősegítésére. Az ilyen erdő maga is elősegíti a párásabb, hűvösebb mikroklíma fenntartását.
- Invazív fajok térhódítása. A két legveszélyesebb:
  - a fehér akác (Acacia pseudorobinia), ami nem csupán a fásszárú állományból űz el minden őshonos fajt, de a gyepszint élővilágát is tönkreteszi, és
  - a magas kőris (Fraxinus excelsior), a kőrisesedés felelőse. A kőris hazai faj, ebben a társulásban mégis erőszakosan viselkedik, növekedése gyorsabb a többi fáénál.

Az idegenhonos és társulásidegen fajokat el kell távolítani.
- Védettség hiánya, védelem elégtelensége, fa-orgazdálkodás. Amint a fenti táblázatból kitűnik, számos tatárjuharos lösztölgyesünk még nem védett. Ezeket haladéktalanul oltalom alá kell helyezni. A törvényi védelem nem elég, ezeket a ritka erdőket ténylegesen is meg kell védeni, elsősorban a fatolvajoktól, másodsorban az egyéb emberi degradáló tevékenységektől (pl.: terepmotorosok, illegális szemét kihelyezése, nagy turista forgalom, vadtúltartás stb.)
- Állományok töredékessége. A legtöbb tatárjuharos lösztölgyes területe olyan kicsi, hogy a teljes magára hagyás nem válna javára, egy részük feltehetőleg magától összeomlana, eltűnne, néhány évtized alatt eljellegtelenedne.
  - Ezért az erdő ökoszisztémáját segíteni kell, területét növelni — körülötte védőzónát létesíteni, az agresszív fajokat ezen zónán kívülre szorítani, míg területe meg nem nő akkorára, hogy képes önmagát fenntartani, megvédeni.
- Kevéssé kutatottság. A társulást az elmúlt fél évszázad alatt - pont a töredékesség és a túl sok tudományos kétely miatt - kevéssé kutatták. Tapasztalatlanságunk és a nyitott kérdések miatt minden természetvédelmi beavatkozás vagy éppen be nem avatkozás hordoz bizonyos kockázatot.
  - Kiemelt figyelmet kell fordítani a tatárjuharos lösztölgyesek kutatására és a Kárpát-medencén kívüli erdős sztyeppek kutatására.

### Védelme és rekonstrukciója
Az erdész és természetvédő szakemberek egyetértenek abban, hogy a néhány megmaradt tatárjuharos lösztölgyes folt olyan kis területet foglal el ma Magyarország területéből, hogy nem gazdasági kérdés kivonni őket az erdőgazdálkodásból. A művelés alól kivont, fokozott védelem alá helyezett, és így módon őserdőként viselkedő erdőt nem szabad azonban magára hagyni, folyamatait folyamatosan követni kell. Igyekezni kell közvetlen környezetét egyfajta védőzónává emelni, a lösztölgyes területét lehetőleg növelni, az agresszív fajokat visszaszorítani.
Némely szálkaperjés löszgyepek tekinthetők olyan erdőirtásréteknek, amelyek fölül kiirtották ugyan a tatárjuharos lösztölgyest, de a fák visszaültetésével rekonstruálhatnánk egy természetközeli állapotú elegyes erdőt. Ez, ha nem is lenne „eredeti” tatárjuharos lösztölgyes, azért jelentős természetvédelmi értékre tehetne szert.
Azokban a kisebb, ide tartozó facsoportokban, amelyek a betelepülő akácok miatt eljellegtelenedtek, az értékes gyepvegetáció nagyrészt eltűnt, és helyét az akácokkal jövő, fajszegény nitrofil gyomnövényzet vette át. Ezekben az erdőfoltokból haladéktalanul el kell távolítani az akácot, ami nem könnyű. Ezután az ősi szárazgyepek várhatóan megerősödnek, még ha az egykori fajgazdagságuk nem is nyerhető vissza.
A szakemberek dolga megítélni, hogy ezekbe a „rekonstruált lösztölgyesekbe” etikus-e visszatelepíteni a tatárjuharos lösztölgyesek védett lágyszárúit.
A legnehezebb helyzet kétségkívül az, ha egy természetközeli erdőt kívánunk létrehozni löszön, de olyan területen, amely szántóföld volt, vagy amelyre faültetvényeket telepítettek és a tarvágás után kituskózták a területet. Az ilyen hasznosítás teljesen kiirtotta az eredeti lágyszárú fajokat, és egy újonnan ültetett erdőnek elölről kell „felépítenie” ökoszisztémáját. Ez sokáig eltarthat, eredményei legkevesebb évtizedes nagyságrendben mérhetőek, de sok kutatásra adnak módot, és így esetleg megválaszolhatunk némely vitatott kérdéseket.

## Vitatott kérdések
Csak találgatások, és analogikus következtetések kísérik a következő kérdések mentén kialakult vitákat:
- Vajon milyen lehetett az ősi lösztölgyesek...
...természetes faji összetétele?
...természetes faállományszerkezete?
...természetes dinamikája?
...közötti eltérés ha egybe lehetne vetni a különféle talajokon, más klimatikai viszonyok között kialakult természetes változatokat?
- A lösztölgyeseket gyakran használták legelőerdőnek. Ez vajon...
...mennyiben alakította át az erdők összetétetelét, szerkezetét?
...időben meddig tartott, mikor kezdődött? Több száz, vagy akár több ezer éve?
...kizárta-e az erdőgazdálkodás hagyományos formáit, vagy csökkentette-e valamilyen mértékben?
- A jelenleg ismert lösztölgyes töredékek...
...valóban ősi vegetációtöredékek, vagy csak néhány száz, esetleg néhány tucat éves, másodlagos állományok?
...tekinthetők-e klimax társulásnak?
- Mi a jelentősége a tatár juharos lösztölgyesek irtásain, szélein tapasztalható sokszínű vadrózsaféléknek? Miért szorulnak vissza ezek az alfajok az erdők belsejében?
- A különböző helyi lösztölgyes változatokban melyik tölgyfaj betelepített illetve őshonos?
- Milyen átmenetek, átmeneti erdőtársulások léteztek az ártéri ligeterdők és a tatár juharos lösztölgyesek között?
- Miben tért el tatár juharosok állatvilága a középhegységek erdejeiétől és a fátlan vagy csak kevés fát tartalmazó löszpusztákétól, különösen a legelő nagyvadak (őzek, szarvasok) tekintetében?
- Mik az éghajlati határai a lösztölgyeseknek, azaz...
- hol húzódik, mik a mérőszámai annak az izotermának, amin túl a klimatikus viszonyok következtében már nem tételezhető fel tatár juharos lösztölgyes, csak löszpusztai cserjés és fátlan löszpuszta?
- hol záródik annyira a lösztölgyes, ami már nem tekinthető erdőssztyeppnek?
- Hol húzódik a határa a hegylábi zárt lösztölgyeseknek és a dombsági melegkedvelő tölgyeseknek? Van-e létjogosultsága önálló átmeneti zónáról beszélni ?
- Előfordult-e extrazonális helyzetben tatár juharos lösztölgyes?

## Lásd még
- növénytársulástan
- növénytársulás